# Pseudovilerna maculicrus
Pseudovilerna maculicrus är en insektsart som beskrevs av Marius Descamps och Christiane Amédégnato 1989. Pseudovilerna maculicrus ingår i släktet Pseudovilerna och familjen gräshoppor. Inga underarter finns listade i Catalogue of Life.